# Hazel Buckham
Hazel Buckham (Minneapolis, 27 dicembre 1888 – Los Angeles, 4 settembre 1959) è stata un'attrice statunitense.
Sposata all'attore Joseph King, usò anche il nome Mrs. Joseph King

## Biografia
Hazel Buckham nacque il 27 dicembre 1888 a Minneapolis, nel Minnesota, unica figlia di Ida Cummins e Adam Buckham. Il padre, un elettricista emigrato dal Canada, si era sposato nel 1886 con Ida, una ragazza di New York. Nel 1910, la famiglia si trasferì a Los Angeles.

## Filmografia
La filmografia è completa. Quando manca il nome del regista, questo non viene riportato nei titoli
- His Squaw, regia di Charles Giblyn (1912)
- The Mosaic Law, regia di Thomas H. Ince (1913)
- The Wheels of Destiny], regia di Francis Ford (1913)
- The Lost Dispatch, regia di Charles Giblyn (1913)
- The Sins of the Father, regia di William J. Bauman (1913)
- A Southern Cinderella, regia di Burton L. King (1913)
- Retrogression (1913)
- Bread Cast Upon the Waters, regia di Thomas H. Ince (1913)
- Heart Throbs, regia di Burton L. King (1913)
- A Wartime Mother's Sacrifice, regia di Burton L. King (1913)
- The House of Bondage (1913)
- The Bondsman, regia di Charles Giblyn (1913)
- Exoneration, regia di Charles Giblyn (1913)
- The Open Door, regia di Edward Barker (1913)
- Eileen of Erin, regia di Raymond B. West (1913)
- From Father to Son, regia di Robert Z. Leonard (1914)
- The Boob's Honeymoon, regia di Robert Z. Leonard (1914)
- Captain Jenny, S.A., regia di Otis Turner (1914)
- For the Family Honor, regia di Robert Z. Leonard (1914)
- The House Across the Street (1914)
- The Senator's Bill, regia di Robert Z. Leonard (1914)
- In the Eye of the Law, regia di Robert Z. Leonard (1914)
- The Ruby Circle, regia di Robert Z. Leonard (1914)
- A Boob Incognito, regia di Robert Z. Leonard (1914)
- Mountain Law, regia di Robert Z. Leonard (1914)
- A Man, a Girl and Another Man, regia di Robert Z. Leonard - cortometraggio (1914)
- Aurora of the North, regia di Lloyd Ingraham (1914)
- A Boob There Was, regia di Robert Z. Leonard (1914)
- The Fox, regia di Lloyd Ingraham (1914)
- Swede Larson, regia di Robert Z. Leonard (1914)
- The Awakening, regia di Otis Turner (1914)
- A Law Unto Himself, regia di Robert Z. Leonard (1914)
- The House Discordant, regia di Robert Z. Leonard (1914)
- The Weird Nemesis, regia di Jacques Jaccard (1915)
- The Shriek in the Night, regia di Jacques Jaccard (1915)
- A Life at Stake, regia di Jacques Jaccard (1915)
- A White Feather Volunteer, regia di Rupert Julian (1915)
- The Wanderers, regia di William Wolbert (1916)
- Liberty, regia di Jacques Jaccard e Henry MacRae (1916)